# Джордж Кояк
Джордж Гарольд Кояк (англ. George Harold Kojac, 2 березня 1910, Нью-Йорк, США — 28 травня 1996, Ферфакс, США) — американський плавець українського походження, дворазовий олімпійський чемпіон Амстердама 1928 р. У колі української діаспори відомий як Юрко Коцай.

## Біографія
Народився 1910 року у місті Нью-Йорк, США в родині українських емігрантів. Закінчив Старшу школі Девітта Клінтона, а плавати навчився у річці Іст-Ривер. 1928 року представляв США на Літніх Олімпійських іграх, що проходили в Амстердамі. Спочатку став олімпійським чемпіоном у складі збірної, перемігши в естафеті 4 по 200 м вільним стилем з результатом 9:36.2, що стало світовим рекордом. А потім вдруге здобув золоту олімпійську медаль, перемігши у запливі 100 м на спині та знову встановивши світовий рекорд (1:08.2). У фінальному запливі на 100 м вільним стилем посів четверте місце.
Протягом навчання в Рутгерському університеті (1927—1931) ставав чемпіоном NCAA з плавання на спині та чемпіоном США з плавання вільним стилем. 1931 року закінчив та пропустив Олімпійські ігри 1932 через навчання в Медичній школі Колумбійського університету.
Протягом своєї спортивної кар'єри встановив 23 світових рекорди.
1968 року був введений до Зали слави світового плавання.